# 赤穂根島
赤穂根島（あかほねじま）とは、瀬戸内海のほぼ中央、芸予諸島のうち上島諸島に属する島。上島諸島の一部として離島振興法指定地域。

## 地理
岩城島の約300メートル南東の海上に位置する。海峡を隔てて南に津波島、東に佐島。西はやや離れて伯方島。面積2.09km2。
行政区域では愛媛県越智郡上島町に属する（旧越智郡岩城村で2004年10月1日に合併）。
島内の最高地点は南東側の急斜面山頂部にあり標高は159.1m。

## 社会
太平洋戦争後も住民が住んでいたが、1951年（昭和26年）頃には無人島になった。2001年（平成13年）9月、岩城島から出作りを行っていた夫妻により有人化。2011年（平成23年）に再び無人島化するも、2013年（平成25年）11月には人口2人を数える。
人口2人（2020年国勢調査）

## 生物
タヌキ・ハツカネズミなどの哺乳類、イシガメ・クサガメ・ニホンヤモリ・ニホントカゲなどの爬虫類、モツゴ・ドジョウ・メダカなどの淡水魚などが調査によって見つかっている。このうち、ドジョウは愛媛県で準絶滅危惧種となっているが、水田の整備が進んでいないため赤穂根島では豊富に生息している。モツゴは釣り人がカサゴ釣りなどの餌として導入されたもので個体数が多くなっている。

## 歴史
『岩城村誌』によれば戦国時代には砦があり、その跡地には江戸時代に八幡社が建てられた。

## 産業
無人島の時期も含めて岩城島の住民が出づくりで、稲、粟、麦、甘藷などの作物が栽培された。1981年（昭和56年）には農道が整備されている。柑橘の栽培と小規模な畑作が行われているが、高齢化により耕作放棄地も多くなっている。

## 交通
現在は定期航路が存在しない1980年からは岩城島の岩城港と赤穂根島の竹ノ浦を結ぶ出耕作用の航路が不定期に運航されていたが、廃止済み。。